# 小丛生棘豆
小丛生棘豆（学名：Oxytropis caespitosula）为豆科棘豆属下的一个种。